# کالین بیکر
 کالین بیکر (انگلیسی: Colin Baker؛ زادهٔ ۸ ژوئن ۱۹۴۳) یک هنرپیشه و سیاح اهل بریتانیا است.
از فیلم‌ها یا مجموعه‌های تلویزیونی که وی در آن‌ها نقش داشته است، می‌توان به جنگ و صلح اشاره نمود.